# Il mondo della luna
Il mondo della luna è un dramma giocoso in tre atti scritto da Carlo Goldoni per essere musicato da Baldassarre Galuppi, il quale lo rappresentò per la prima volta il 29 gennaio 1750 a Teatro San Moisè di Venezia. Successivamente il libretto fu ripreso da altri compositori, tra i quali Giovanni Paisiello e Franz Joseph Haydn, che lo musicò nel 1777 in occasione di una festa di nozze dei principi Esterházy.
Il testo narra di un astrologo truffaldino, Ecclitico, che mette in scena un'elaborata farsa con finti abitanti della Luna per sposare una delle figlie di Buonafede e far sposare l'altra figlia con l'amico Ernesto.

## Compositori che utilizzarono il libretto
La data e la città si riferiscono alla prima rappresentazione:
- Baldassarre Galuppi, Il mondo della luna:
  - 29 gennaio 1750, Venezia, Teatro San Moisè
  - autunno 1750, Vicenza, Teatro delle Grazie[2]
- Pedro António Avondano, Il mondo della luna, carnevale 1765, Lisbona
- Giovanni Paisiello, Il credulo deluso, settembre 1774, Napoli, Teatro Nuovo, Teatri di Praga l'Anno 1789 digitalizzato
- Gennaro Astarita, Il mondo della luna, carnevale 1775, Venezia, Teatro San Moisè
- Franz Joseph Haydn, Il mondo della luna, dramma giocoso in 3 atti, 3 agosto 1777, nel Castello di Esterháza a Fertőd per le nozze di Nicola II Esterházy
- Giovanni Paisiello, Il mondo della luna, 24 settembre 1783, San Pietroburgo
- Michele Neri Bondi, Il mondo della luna, revisione di Domenico Somigli, 28 gennaio 1790, Firenze
- Marcos António Portugal. O lunático iludido, traduzione in portoghese, 1791, Lisbona